# Château de Thiers-sur-Thève
Le château de Thiers-sur-Thève est un ancien château fort, de nos jours ruiné, dont les vestiges se dressent sur la commune française de Thiers-sur-Thève, dans le département de l'Oise et en région Hauts-de-France. Les restes du château ont été classés assez tôt au titre des monuments historiques par liste de 1862.
Avec son enceinte flanquée de tours cylindriques, le château reprend la conception classique du XIIIe siècle, mais sa grande salle d'apparat avec une façade percée de grandes fenêtres tournées vers l'extérieur est tout à fait exceptionnelle, et n'a pas son pareil en Île-de-France. La fonction militaire recule ici devant les exigences de confort et de représentation : il s'agit du relais de chasse des évêques de Beauvais. Ruiné depuis 1358 et démantelé vers 1431, le château édifié après le milieu du XIIIe siècle n'a servi de château seigneurial que pendant moins d'une génération jusqu'en 1276, et globalement, le château n'a connu qu'une vie assez courte. Ses restes ont accueilli une exploitation forestière et agricole pendant des siècles, et abritent aujourd'hui plusieurs maisons d'habitation.

## Localisation
Le château est situé en France, dans la région Hauts-de-France et dans le département de l'Oise, sur la commune de Thiers-sur-Thève, au nord du village. Le château fait face à la place du village au sud. C'est un château de plaine, entouré de terrains marécageux à l'ouest, au nord et à l'est, et protégé par des douves alimentés par la Thève. Il se situe un peu à l'écart des grandes voies de communication.

## Historique

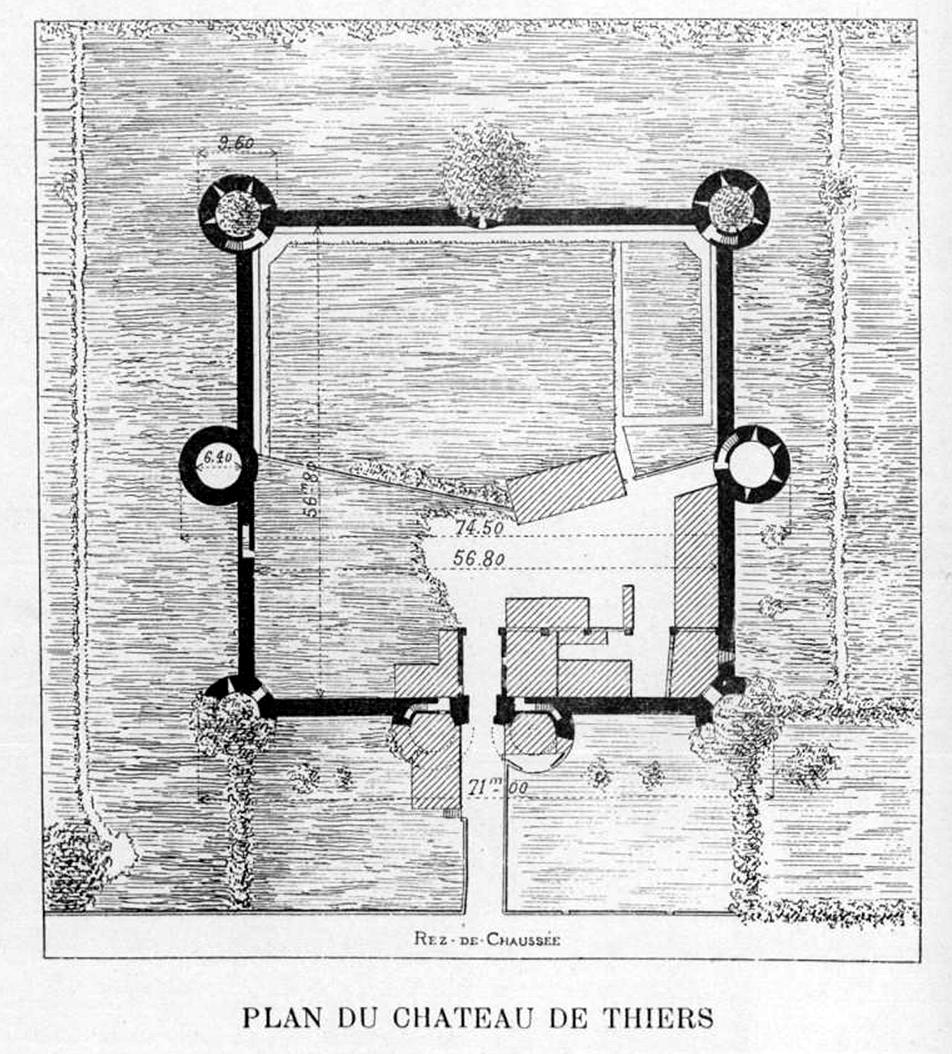
Plan du château.

Le château de Thiers est construit vers 1250-1260 par Thibault de Beaumont-Gâtinais et son épouse Jeanne, de la famille des Bouteiller de Senlis. Après la mort de Thibault, ses héritiers (sa fille Jeanne et son époux Jean de Tilly), vendent le château en août 1276 à Renaud de Nanteuil, évêque de Beauvais. De septembre 1310 à octobre 1311, onze templiers y sont détenus en attendant leur procès. Sinon, le château sert de résidence de campagne aux évêques de Beauvais, jusqu'à être partiellement ruiné lors de la Grande Jacquerie fin mai, début juin 1358. Une commission chargée d'évaluer les dégâts subis par les différentes possessions du diocèse recommande sa remise en état, mais deux ans plus tard, l'on décide finalement d'y renoncer avec l'accord du roi Charles V. Au bout d'à peine plus d'un siècle, le château aura vécu. La seigneurie de Thiers demeure toutefois la propriété des évêques de Beauvais pour deux siècles encore. Pendant ce temps, le démantèlement du château est ordonné en 1431, avec évidement des tours et rabaissement des murailles à une hauteur de 3 m. En 1564, trois ans avant sa mort, le connétable Anne de Montmorency acquiert les terres de Thiers avec le château. Le 24 janvier 1624, Estienne Chantrelle, garde forestier, obtint la concession du château liée à l'obligation de faire construire une maison avec les pierres se trouvant dans la cour, mais avec interdiction de démolir les ruines. Les restes du château sont classés au titre des monuments historiques assez tôt par liste de 1862, soit vingt-deux ans après les tout premiers classements. En dépit de cette protection, le pignon ouest est démoli en 1870, pendant la guerre franco-prussienne,.

## Description

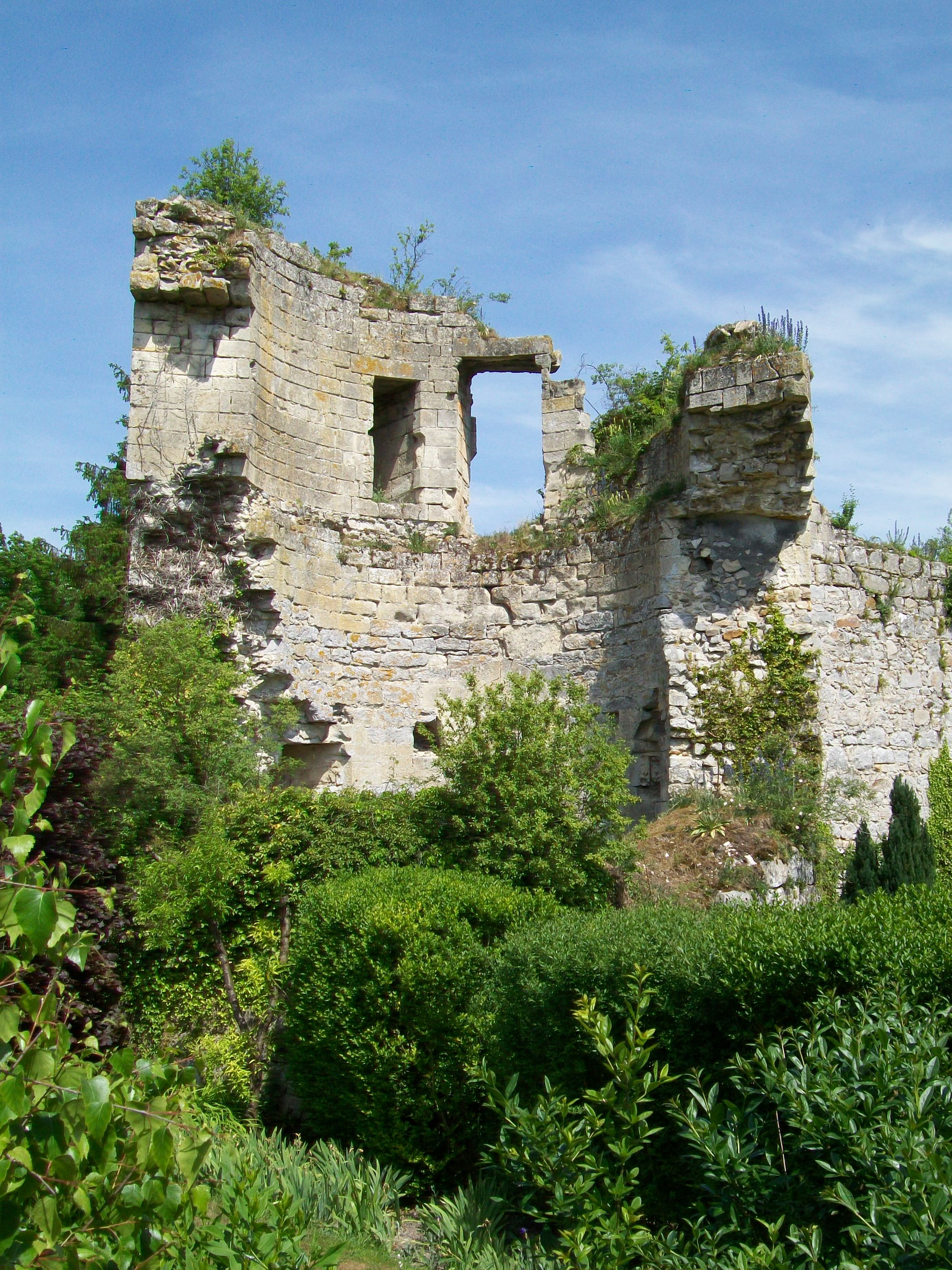
Tour d'angle sud-ouest.

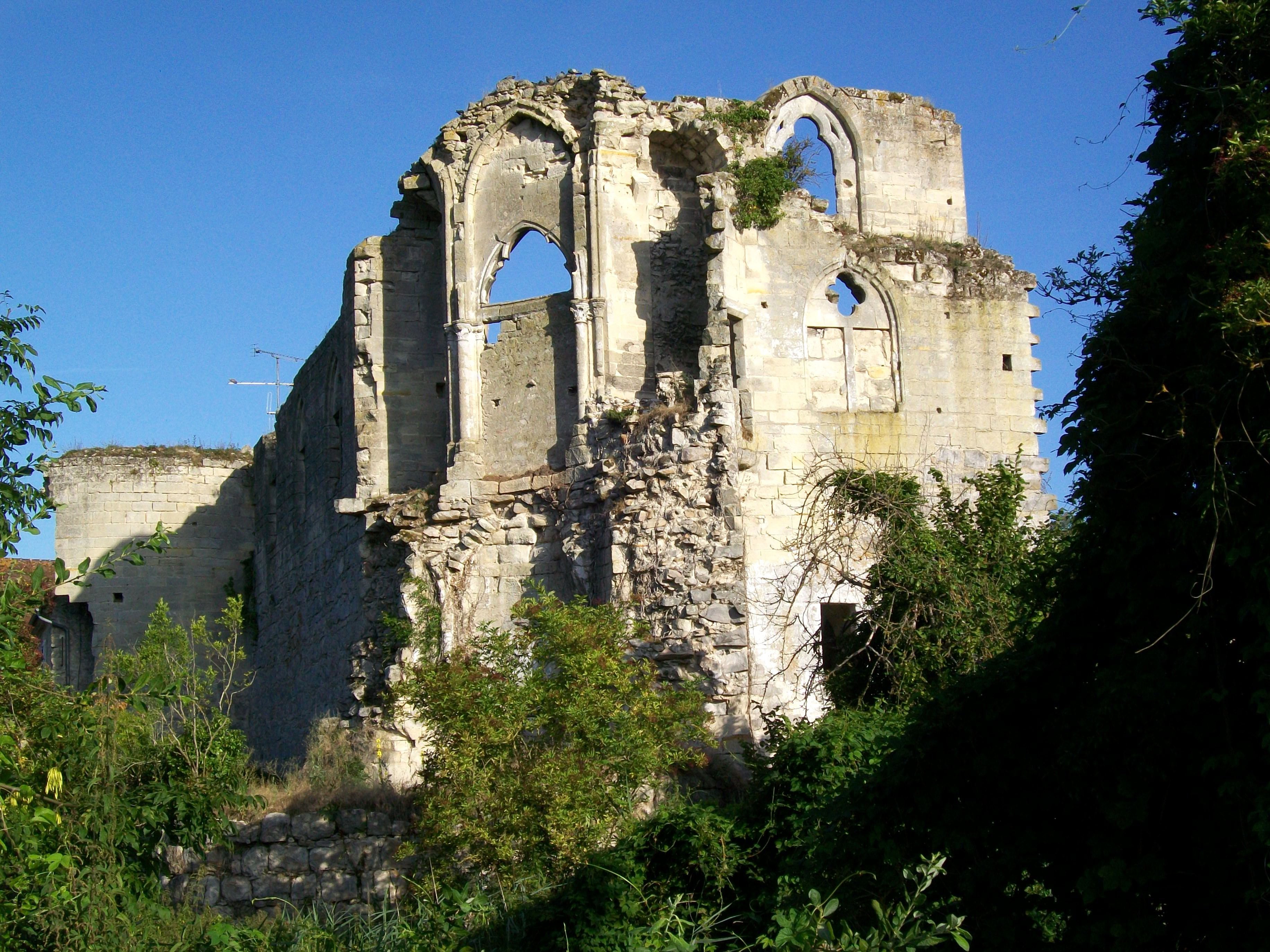
Façade orientale de la salle d'apparat avec vestiges de la chapelle.

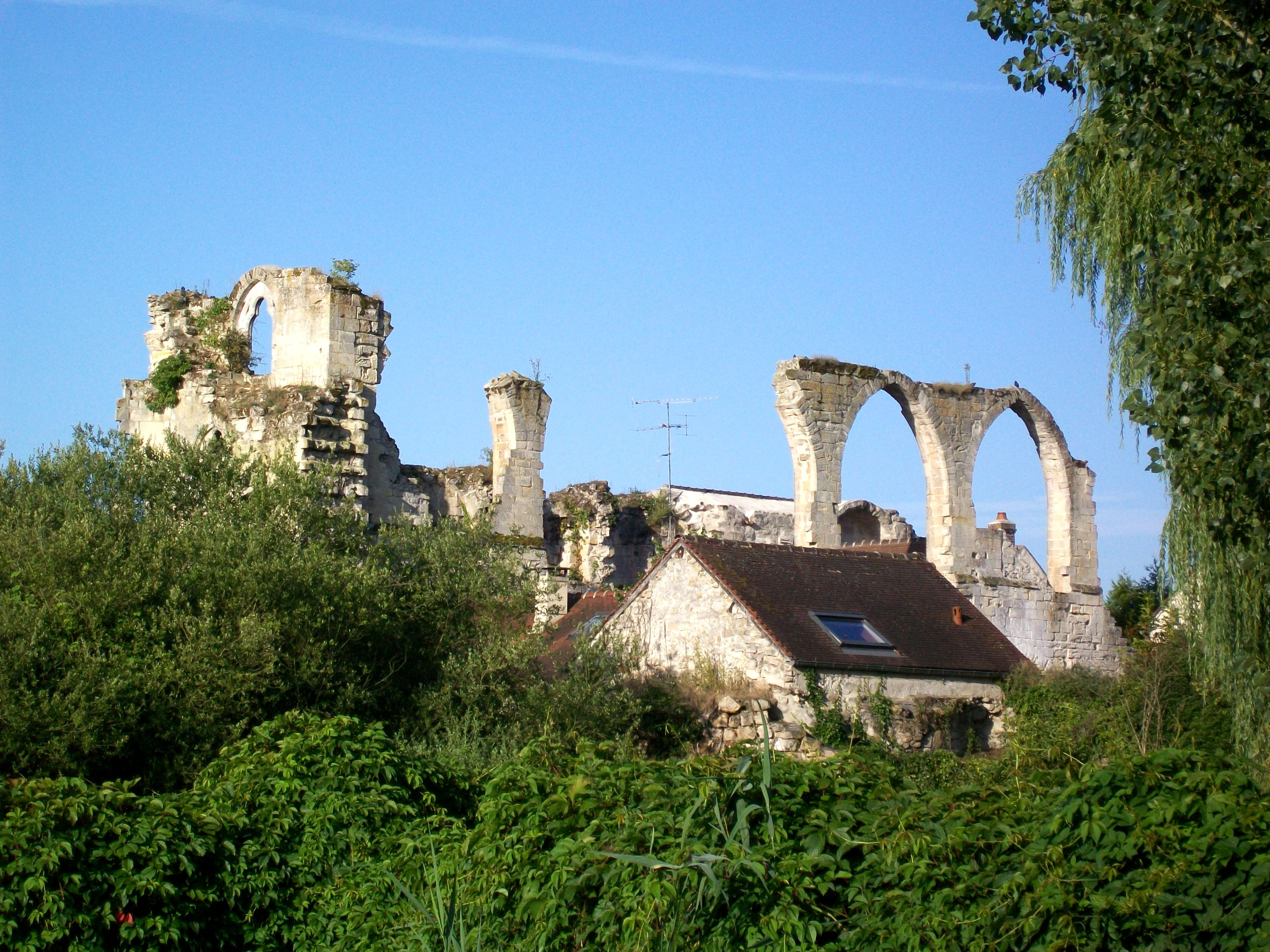
Vestiges de la chapelle (à g.) et grandes arcades de la salle d'apparat, depuis le nord-est.

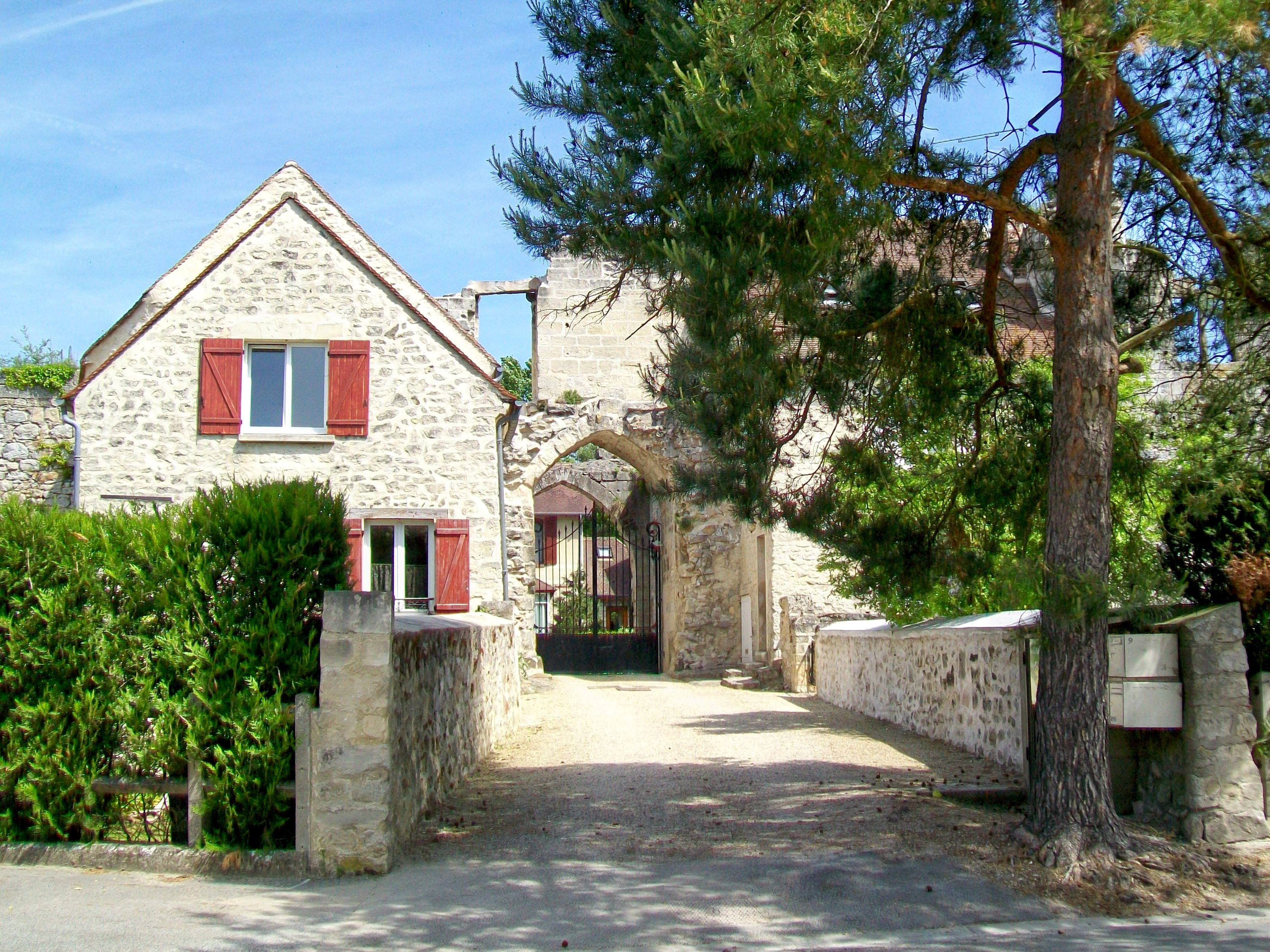
Entrée du château, au sud.

Le château de Thiers est une petite forteresse de la forme d'un carré presque régulier de 56,80 m de côté, flanqué de neuf tours rondes mesurant entre 9,60 m et 10,30 m de diamètre. Jusqu'au rez-de-chaussée, l'appareil est constitué d'un blocage de petits blocs de grès ; au-delà, des pierres de taille de calcaire de moyennes dimensions prennent le relais : signe de deux campagnes de construction distinctes, peut-être assez rapprochées dans le temps. Quatre tours se situent aux angles, trois au milieu des courtines ouest, nord et est, et deux cantonnent le portail au milieu de la courtine sud. Sauf ces deux dernières tours qui se terminent par des murs de refend plats vers la cour intérieure, les tours sont circulaires et débordent ainsi dans la cour. Si la disposition générale du château est assez conforme aux usages du XIIIe siècle, les tours d'angle débordaient généralement sur la cour par des pans coupés. L'épaisseur des murs des tours ne dépasse pas 2,00 m et peut être jugée faible en comparaison avec les grandes forteresses édifiées sous Philippe Auguste. L'état de conservation des tours varie entre la ruine presque totale pour celle de la courtine nord, et un état globalement intact jusqu'au rez-de-chaussée pour celles des courtines est et ouest, et les tours d'angle nord-est et nord-ouest.
Toutes les tours étaient munies d'archères a fente simple à ébrasement triangulaire au niveau du rez-de-chaussée, et plusieurs possédaient des escaliers rampants ménagés dans l'épaisseur des murs. La tour de la courtine ouest (tour no 5) était dotée d'une voûte en coupole ; elle présente aussi la particularité d'un sous-sol divisé en quatre compartiments par trois murs. Mais c'est surtout la tour d'angle sud-est (tour no 1) qui est remarquable. Son rez-de-chaussée et son étage étaient voûtés d'ogives. Au rez-de-chaussée, les ogives sont d'un profil rectangulaire chanfreiné, et retombent sur des culs-de-lampe pyramidaux fortement moulurés. Les voûtes de l'étage étaient très élevées, et ses ogives et formerets donnaient naissance à des colonnes et colonnettes engagées dans les angles de la salle. Elles forment des faisceaux d'une colonne encadrée par deux colonnettes, qui présentent tous à mi-hauteur des chapiteaux sculptés en feuillages d'une belle facture. L'on peut supposer que cette haute salle d'angle abritait la chapelle du château. Elle se composait vraisemblablement d'une salle principale octogonale, reliée à la grande salle d'apparat par un mur diaphragme avec un arc trilobé, et de deux petites chapelles latérales aux angles, dont les vestiges demeurent également bien visibles.
La partie la plus remarquable du château est la grande salle d'apparat au sud, entre la porte et la tour de la chapelle déjà décrite. Cette salle, située à l'étage, mesurait environ 25,00 m de long pour environ 8,00 m de large. Même ruinée, elle affiche au sud ce que Jean Mesqui qualifie de « l'une des plus belles façades d'architecture résidentielles médiévales offertes par l'architecture seigneuriale de l'Île-de-France, au point que la vision de ces ruines, au sud, fait douter du caractère « militaire » de la bâtisse, tant les attributs militaires se sont effacés — mais n'étaient-ils-pas, de tout temps, secondaires ? » Le XIIIe siècle ayant été une période paisible, les murs extérieurs sont percées de grandes fenêtres, dont trois subsistent au sud et une à l'est. Ces fenêtres sont en tiers-point, au tympan ajouré d'un oculus quatre-feuilles, et subdivisées par un meneau central. Mais les murs donnant sur la cour étaient ajourés de grandes arcades en tiers-point remplis sans doute de vitraux ; deux de ces arcades subsistent au nord. L'on peut y voir le témoignage d'une volonté d'aménagement luxueux. Le plancher de la salle reposait sur des arcades similaires, dont cinq sont encore debout. Aujourd'hui, le plancher et le mur occidental manquent, et un petit bâtiment moderne occupe en partie l'intérieur. Dans son ensemble, l'édifice est unique dans la région, et l'alliance entre le vocabulaire de l'architecture religieuse et les caractéristiques des grandes demeures urbaines permettent de penser que la salle d'apparat fut édifiée sous Renaud de Nanteuil entre 1276 et 1283.
Entre les deux tours au centre du flanc méridional du château, subsiste une arcade en tiers-point, mais l'on ne constate aucun vestige de dispositifs défensifs, tels une herse ou un pont-levis : de toute évidence, l'entrée était simplement protégée par deux vantaux en bois. Les courtines sont moyennement bien préservées à l'ouest et à l'est, sur une hauteur réduite bien entendu. Mais dans un souci de clôturer l'enceinte de l'ancien château, les pans de mur effondrés ou les parties détériorées ont été rebâtis sans souci pour le caractère authentique du mur, et les parements en pierre de taille ont ainsi cédés la place à des moellons de qualité médiocre. La courtine ouest contenait un couloir communiquant avec la tour de l'angle sud-ouest (tour no 4) et avec une autre salle aujourd'hui disparue. Son pignon occidental démoli en 1870 (voir ci-dessus) en était le dernier vestige. Près de la tour, deux grands arcs plein cintre et des consoles constituent les restes d'une latrine double, bâtie sans doute en bois.